# باك آرو
باك أرو (باليابانية: バック・アロウ، بالروماجي: Bakku Arō) (بالإنجليزية: Back Arrow)‏ هو مسلسل أنمي تلفزيوني أصلي، من إخراج غورو تانيغوتشي وتأليف كازوكي ناكاشيما، ومن إنتاج إستديو فولن، عرض الأنمي منذ 9 يناير عام2021.

## القصة
تدور أحداث القصة عن رينج رينغاريندو هي مدنية محاطة بجدار ضخم، شعب هذه المدينة يقدسون الجدار كإله. في أحد يظهر رجل اسمه باك أرو فاقد للذاكرة، وكل مايذكره أنه جاء من خارج الجدار، ولاستعادة ذكرياته يريد الذهاب خارج الجدار.

## الشخصيات
باك أرو (باليابانية: バック・アロウ، بالروماجي: Bakku Arō)
أداء صوتي: يوكي كاجي

### قرية إيدغير
أتلي أريل (باليابانية: アタリー・アリエル، بالروماجي: Atarī Arieru)
أداء صوتي: أيا سوزاكي
إيلشا لين (باليابانية: エルシャ・リーン، بالروماجي: Erusha Rīn)
أداء صوتي: أري أوزاوا
بورك لين (باليابانية: バーク・リーン، بالروماجي: Bāku Rīn)
أداء صوتي: كونيهيرو كاواموتو
بيت ناميتا (باليابانية: ビット・ナミタル، بالروماجي: Bitto Namitaru)
أداء صوتي: كينشو أونو
أثين سولا (باليابانية: ソーラ・アシン، بالروماجي: Sōra Ashin)
أداء صوتي: توموكازو سيكي
آني (باليابانية: アニー، بالروماجي: Anī)
أداء صوتي: رينا أويدا
جيم (باليابانية: ジム، بالروماجي: Jimu)
أداء صوتي: سارا ماتسوموتو
سام (باليابانية: サム، بالروماجي: Samu)
أداء صوتي: ماريا ناغاناوا
توم (باليابانية: トム، بالروماجي: Tomu)
أداء صوتي: آنا ناغاسي

### شخصيات أخرى
زيتسو دايدان (باليابانية: ゼツ・ダイダン، بالروماجي: Zetsu Daidan)
أداء صوتي: كينيو هوريوتشي
تاي هوا (باليابانية: テイ・ホウワ، بالروماجي: Tae Houwa)
أداء صوتي: كينتا مياكي
باي تواتسو (باليابانية: バイ・トウアツ، بالروماجي: Bai Toatsu)
أداء صوتي: تيتسو إينادا
غوه زانغا (باليابانية: ゴウ・ザンガ، بالروماجي: Gō Zanga)
أداء صوتي: نوبويوكي هياما
كاي رودان (باليابانية: カイ・ロウダン، بالروماجي: Kai Rōdan)
أداء صوتي: ريوتارو أوكيايو
شو بي (باليابانية: シュウ・ビ، بالروماجي: Shū Bi)
أداء صوتي: توموكازو سوغيتا
رين سين (باليابانية: レン・シン، بالروماجي: Ren Shin)
أداء صوتي: ميغومي هان
فاين فورتي (باليابانية: フィーネ・フォルテ، بالروماجي: Fine Forute)
أداء صوتي: آمي كوشيميزو
براكس كونراد (باليابانية: プラーク・コンラート، بالروماجي: Purāku Konrāto)
أداء صوتي: ميكاكو كوماتسو
بيث جلينهاوس (باليابانية: ピース・グリンハウス، بالروماجي: Pīsu Gurinhausu)
أداء صوتي: كويتشي توتشيكا
ديمين شافت (باليابانية: デマイン・シャフト، بالروماجي: Demain Shafuto)
أداء صوتي: ريكي كيتازاوا
رودولف كونكتور (باليابانية: ルドルフ・コンダクターレ، بالروماجي: Rudorufu Kondakutāre)
أداء صوتي: شينيتشيرو ميكي
باران سوجيتا (باليابانية: バラン・スジータ، بالروماجي: Baran Sujīta)
أداء صوتي: ياسوهيرو ماميا
دايتر تايرون (باليابانية: タイロン・ダスター، بالروماجي: Tairon Dasutā)
أداء صوتي: تورو نارا

## وصلات خارجية
- الموقع الرسمي باللغة اليابانية
- باك آرو على موقع IMDb (الإنجليزية)
- باك آرو على موقع فيلمافينيتي (الإسبانية)
- باك آرو على موقع كينوبويسك (الروسية)
- باك آرو على موقع قاعدة بيانات الفيلم (الإنجليزية)
- باك آرو على موقع ANN anime (الإنجليزية)